# Anatole de Montaiglon
Anatole de Montaiglon (Parigi, 28 novembre 1824 – Tours, 11 settembre 1895) è stato un bibliotecario e storico dell'arte francese.

## Biografia
Studente dell'École nationale des chartes, Anatole de Courde de Montaiglon si laureò nel 1850 come archivista paleografo grazie a una tesi intitolata Essai de dictionnaire des anciens peintres français pendant le Moyen Âge et la Renaissance.
Iniziò la propria carriera come collaboratore del Museo del Louvre e della Bibliothèque de l'Arsenal, poi nel 1864 divenne segretario dell'École des chartes con il ruolo di professore supplente. Nel 1868, alla morte di Auguste Vallet de Viriville, ottenne l'incarico di professore ordinario presso la cattedra di bibliografia e classificazione degli archivi e delle biblioteche.
Il suo lavoro fu molto vario e anche, come si rammaricò Paul Meyer nella sua orazione funebre, un po' dispersivo: la bibliografia a stampa dei lavori di Montaiglon, offertagli dagli amici, comprende quasi 700 voci. Il suo lavoro riguardò generalmente la storia dell'arte e in particolare la storia della letteratura. Fu uno specialista riconosciuto nella poesia XV secolo, alla quale dedicò numerosi studi e di cui diede importanti edizioni scientifiche o divulgative, ad esempio Dolopathos, il Livre du chevalier de La Tour-Landry, la vastissima Recueil de poésies françoises des XVe et XVI siècles (da solo editò i primi nove volumi, i successivi quattro in collaborazione con James Mayer de Rothschild), ecc.
Molto coinvolto nella vita intellettuale e accademica della seconda metà del XIX secolo, fu in particolare membro del Comité des travaux historiques et scientifiques, presidente della Société de l'histoire de l'art français, membro della Société des antiquaires de France.
Gli amici eressero sulla sua tomba, nel cimitero di Père-Lachaise, un monumento raffigurante la sua maschera funeraria, opera di Sicard.

## Pubblicazioni
- Recueil de poésies françaises des XVe et XVIe siècles. Morales, facétieuses, historiques, tome 1, chez P. Jannet libraire, Paris, 1855 (lire en ligne)
- Recueil de poésies françaises des XVe et XVIe siècles. Morales, facétieuses, historiques, tome 2, chez P. Jannet libraire, Paris, 1855 (lire en ligne)
- Recueil de poésies françaises des XVe et XVIe siècles. Morales, facétieuses, historiques, tome 3, chez P. Jannet libraire, Paris, 1856 (lire en ligne)
- Recueil de poésies françaises des XVe et XVIe siècles. Morales, facétieuses, historiques, tome 4, chez P. Jannet libraire, Paris, 1856 (lire en ligne)
- Recueil de poésies françaises des XVe et XVIe siècles. Morales, facétieuses, historiques, tome 5, chez P. Jannet libraire, Paris, 1856 (lire en ligne)
- Recueil de poésies françaises des XVe et XVIe siècles. Morales, facétieuses, historiques, tome 6, chez P. Jannet libraire, Paris, 1857 (lire en ligne)
- Recueil de poésies françaises des XVe et XVIe siècles. Morales, facétieuses, historiques, tome 7, chez P. Jannet libraire, Paris, 1857 (lire en ligne)
- Recueil de poésies françaises des XVe et XVIe siècles. Morales, facétieuses, historiques, tome 8, chez P. Jannet libraire, Paris, 1858 (lire en ligne)
- Recueil de poésies françaises des XVe et XVIe siècles. Morales, facétieuses, historiques, tome 9, Librairie A. France, Paris, 1865 (lire en ligne)
- Recueil de poésies françaises des XVe et XVIe siècles. Morales, facétieuses, historiques, tome 10, Paul Daffis éditeur-propriétaire, Paris, 1875 (lire en ligne)
- Recueil de poésies françaises des XVe et XVIe siècles. Morales, facétieuses, historiques, tome 11, Paul Daffis éditeur-propriétaire, Paris, 1876 (lire en ligne)
- Recueil de poésies françaises des XVe et XVIe siècles. Morales, facétieuses, historiques, tome 12, Paul Daffis éditeur-propriétaire, Paris, 1877 (lire en ligne)
- Recueil de poésies françaises des XVe et XVIe siècles. Morales, facétieuses, historiques, tome 13, Paul Daffis éditeur-propriétaire, Paris, 1878 (lire en ligne)
- Sonnets tourangeaux, Imprimerie Ernest Mazereau, Tours, 1885
- Les sonnets de la chaise, Imprimerie Ernest Mazereau, Tours, 1885